# Аурел-Влайку (Ботошань)
Аурел-Влайку (рум. Aurel Vlaicu) — село у повіті Ботошані в Румунії. Входить до складу комуни Авремень.
Село розташоване на відстані 401 км на північ від Бухареста, 33 км на північний схід від Ботошань, 106 км на північний захід від Ясс.

## Населення
За даними перепису населення 2002 року у селі проживали 595 осіб, усі — румуни. Усі жителі села рідною мовою назвали румунську.